# Nontando Nolutshungu
Nontando Judith Nolutshungu é uma política sul-africana e membro do Parlamento pelos Combatentes da Liberdade Económica (EFF).

## Biografia
Nolutshungu é bacharel em ciências sociais e pós-graduada em estudos de transporte pela Universidade da Cidade do Cabo.
Em 2013, ela juntou-se aos Combatentes da Liberdade Económica como membro ordinário. Ela entrou na Assembleia Nacional em 23 de janeiro de 2018 como substituta de Moses Sipho Mbatha. Nolutshungu tornou-se então membro do Comité de Portefólio de Educação e Treinamento Superior e do Comité de Portefólio de Transporte.
Nas eleições gerais sul-africanas de 2019 realizadas em 8 de maio, Nolutshungu ganhou um mandato completo no parlamento. Ela agora serve apenas no Comité de Portefólio de Transporte.
Em dezembro de 2019, Nolutshungu foi eleita para a Equipa de Comando Central dos EFF, a estrutura de tomada de decisões mais alta.